# EuroHockey Nations Challenge
Die EuroHockey Nations Challenge ist ein Turnier unterhalb der (A-)Hockey-Europameisterschaft. Die ersten beiden der Challenge steigen in die „B-EM“ auf. Das Turnier existiert für Frauen- und Herrenhockeynationalteams als Hallen- wie auch als Feldhockeyturnier.
Das Turnier der Herren wird seit Einführung(Feld) bzw. ab 2010(Halle) in zwei Divisionen ausgetragen. Die Challenge II ist unterhalb der Challenge I angeordnet.

## Feldhockey, Herren

### Challenge I
| Turnier        | Gold          | Silber   | Bronze    | Vierter       | Fünfter      | Sechster  | Siebenter    | Achter    | Austragungsort     |
| -------------- | ------------- | -------- | --------- | ------------- | ------------ | --------- | ------------ | --------- | ------------------ |
| Challenge 2011 | Aserbaidschan | Italien  | Gibraltar | Schweiz       | Kroatien     | Portugal  | Slowakei     |           | Catania            |
| Challenge 2009 | Ukraine       | Schweden | Portugal  | Aserbaidschan | Kroatien     | Slowenien | Dänemark     |           | Zagreb             |
| Challenge 2007 | Russland      | Belarus  | Kroatien  | Aserbaidschan | Dänemark     | Schweden  | Griechenland | Gibraltar | Kasan, Russland    |
| Challenge 2005 | Ukraine       | Portugal | Gibraltar | Kroatien      | Griechenland | Schweden  | Ungarn       |           | Vinnitsya, Ukraine |

#### Medaillenspiegel (nach 3 Turnieren)
| RF | Land          | G | S | B | 4. | 5. | 6. | 7. | 8. | Ges. |
| -- | ------------- | - | - | - | -- | -- | -- | -- | -- | ---- |
| 1  | Ukraine       | 2 | 0 | 0 | 0  | 0  | 0  | 0  | 0  | 2    |
|    | Russland      | 1 | 0 | 0 | 0  | 0  | 0  | 0  | 0  | 1    |
| 3  | Portugal      | 0 | 1 | 1 | 0  | 0  | 0  | 0  | 0  | 2    |
| 4  | Schweden      | 0 | 1 | 0 | 0  | 0  | 2  | 0  | 0  | 3    |
| 5  | Belarus       | 0 | 1 | 0 | 0  | 0  | 0  | 0  | 0  | 1    |
| 6  | Kroatien      | 0 | 0 | 1 | 1  | 1  | 0  | 0  | 0  | 3    |
| 7  | Gibraltar     | 0 | 0 | 1 | 0  | 0  | 0  | 0  | 1  | 2    |
| 8  | Aserbaidschan | 0 | 0 | 0 | 2  | 0  | 0  | 0  | 0  | 2    |
| 9  | Griechenland  | 0 | 0 | 0 | 0  | 1  | 0  | 1  | 0  | 2    |
| 10 | Dänemark      | 0 | 0 | 0 | 0  | 1  | 0  | 0  | 1  | 2    |
| 11 | Slowenien     | 0 | 0 | 0 | 0  | 0  | 1  | 0  | 0  | 1    |
| 12 | Ungarn        | 0 | 0 | 0 | 0  | 0  | 0  | 1  | 0  | 1    |

### Challenge II
| Turnier        | Gold      | Silber        | Bronze    | 4.           | 5.       | 6.        | 7.       | 8.    | Austragungsort        |
| -------------- | --------- | ------------- | --------- | ------------ | -------- | --------- | -------- | ----- | --------------------- |
| Challenge 2011 | Türkei    | Griechenland  | Bulgarien | Zypern       | Georgien |           |          |       | Athen                 |
| Challenge 2009 | Gibraltar | Slowakei      | Bulgarien | Griechenland |          |           |          |       | Bratislava            |
| Challenge 2007 | Slowenien | Türkei        | Serbien   | Litauen      | Slowakei | Bulgarien | Finnland | Malta | Predanovci, Slowenien |
| Challenge 2005 | Dänemark  | Aserbaidschan | Malta     | Zypern       |          |           |          |       | Kordin, Malta         |

#### Medaillenspiegel(nach 2 Turnieren)
| RF | Land          | G | S | B | 4. | 5. | 6. | 7. | 8. | Ges. |
| -- | ------------- | - | - | - | -- | -- | -- | -- | -- | ---- |
| 1  | Slowenien     | 1 | 1 | 0 | 0  | 0  | 0  | 0  | 0  | 2    |
| 2  | Dänemark      | 1 | 0 | 0 | 0  | 0  | 0  | 0  | 0  | 1    |
|    | Gibraltar     | 1 | 0 | 0 | 0  | 0  | 0  | 0  | 0  | 1    |
| 4  | Türkei        | 0 | 1 | 0 | 0  | 0  | 0  | 0  | 0  | 1    |
|    | Aserbaidschan | 0 | 1 | 0 | 0  | 0  | 0  | 0  | 0  | 1    |
| 6  | Malta         | 0 | 0 | 1 | 0  | 0  | 0  | 0  | 1  | 2    |
| 7  | Bulgarien     | 0 | 0 | 1 | 0  | 0  | 1  | 0  | 0  | 2    |
| 8  | Serbien       | 0 | 0 | 1 | 0  | 0  | 0  | 0  | 0  | 1    |
| 9  | Litauen       | 0 | 0 | 0 | 1  | 0  | 0  | 0  | 0  | 1    |
|    | Zypern        | 0 | 0 | 0 | 1  | 0  | 0  | 0  | 0  | 1    |
|    | Griechenland  | 0 | 0 | 0 | 1  | 0  | 0  | 0  | 0  | 1    |
| 12 | Slowakei      | 0 | 0 | 0 | 0  | 1  | 0  | 0  | 0  | 1    |
| 13 | Finnland      | 0 | 0 | 0 | 0  | 0  | 0  | 1  | 0  | 1    |

## Feldhockey, Damen
| Turnier        | Gold       | Silber     | Bronze     | 4.       | 5.       | 6.        | 7.                     | 8.     | Austragungsort   |
| -------------- | ---------- | ---------- | ---------- | -------- | -------- | --------- | ---------------------- | ------ | ---------------- |
| Challenge 2011 | Litauen    | Österreich | Tschechien | Türkei   | Slowakei | Bulgarien |                        |        | Wien, Österreich |
| Challenge 2009 | Schweiz    | Tschechien | Österreich | Slowakei | Georgien |           |                        |        | Olten, Schweiz   |
| Challenge 2007 | Wales      | Polen      | Schweiz    | Slowakei | Kroatien | Türkei    | Serbien                |        | Zagreb           |
| Challenge 2005 | Tschechien | Österreich | Slowakei   | Kroatien | Schweiz  | Bulgarien | Serbien und Montenegro | Türkei | Prag             |

### Medaillenspiegel(nach 3 Turnieren)
| RF | Land                           | G | S | B | 4. | 5. | 6. | 7. | 8. | Ges. |
| -- | ------------------------------ | - | - | - | -- | -- | -- | -- | -- | ---- |
| 1  | Tschechien                     | 1 | 1 | 0 | 0  | 0  | 0  | 0  | 0  | 2    |
| 2  | Schweiz                        | 1 | 0 | 1 | 0  | 1  | 0  | 0  | 0  | 3    |
| 3  | Wales                          | 1 | 0 | 0 | 0  | 0  | 0  | 0  | 0  | 1    |
|    | Österreich                     | 0 | 1 | 1 | 0  | 0  | 0  | 0  | 0  | 2    |
| 5  | Polen                          | 0 | 1 | 0 | 0  | 0  | 0  | 0  | 0  | 1    |
| 6  | Slowakei                       | 0 | 0 | 1 | 2  | 0  | 0  | 0  | 0  | 3    |
| 7  | Georgien                       | 0 | 0 | 0 | 0  | 1  | 0  | 0  | 0  | 1    |
|    | Kroatien                       | 0 | 0 | 0 | 1  | 1  | 0  | 0  | 0  | 2    |
| 9  | Türkei                         | 0 | 0 | 0 | 0  | 0  | 1  | 0  | 1  | 2    |
| 10 | Bulgarien                      | 0 | 0 | 0 | 0  | 0  | 1  | 0  | 0  | 1    |
| 11 | Serbien Serbien und Montenegro | 0 | 0 | 0 | 0  | 0  | 0  | 2  | 0  | 2    |

## Hallenhockey, Herren

### Challenge I
| Turnier        | Gold     | Silber   | Bronze    | 4.       | 5.           | 6.        | 7. | 8. | Austragungsort     |
| -------------- | -------- | -------- | --------- | -------- | ------------ | --------- | -- | -- | ------------------ |
| Challenge 2010 | Ukraine  | Kroatien | Türkei    | Ungarn   | Griechenland |           |    |    | Alanya, Türkei     |
| Challenge 2008 | Schweden | England  | Kroatien  | Türkei   | Finnland     | Bulgarien |    |    | Sheffield, England |
| Challenge 2006 | Belarus  | Schweden | Finnland  | Litauen  | Bulgarien    |           |    |    | Sofia              |
| Challenge 2003 | Italien  | Belarus  | Slowenien | Georgien |              |           |    |    | Brescia, Italien   |

#### Ewige Tabelle
Die ewige Tabelle enthält alle Ergebnisse seit 2003. Sie wurde nach der 3-Punkte-Regel errechnet. Fett markiert sind die Teilnehmer der aktuellen Challenge.
| Rg. | Land         | Spie- le | Tore | Ge- gen- tore | Punk- te | Spielzeiten |
| --- | ------------ | -------- | ---- | ------------- | -------- | ----------- |
| 1.  | Schweden     |          | 38   | 6             | 20       | 2           |
| 2.  | Kroatien     |          | 51   | 27            | 19       | 2           |
| 3.  | Weißrussland |          | 49   | 23            | 18       | 2           |
|     | Italien      |          | 38   | 6             | 12       | 1           |
| 5.  | England      |          | 28   | 6             | 12       | 1           |
| 6.  | Ukraine      |          | 31   | 11            | 12       | 1           |
| 7.  | Finnland     |          | 33   | 42            | 11       | 1           |
| 8.  | Türkei       |          | 26   | 52            | 10       | 2           |
| 9.  | Slowenien    |          | 29   | 9             | 6        | 1           |
| 10. | Ungarn       |          | 17   | 17            | 3        | 1           |
| 11. | Bulgarien    |          | 22   | 68            | 2        | 1           |
| 12. | Litauen      |          | 7    | 25            | 0        | 1           |
| 13. | Griechenland |          | 7    | 29            | 0        | 1           |
| 14. | Georgien     |          | 0    | 59            | 0        | 1           |

Stand: nach der Challenge 2010

#### Medaillenspiegel (nach 4 Turnieren)
| RF | Land         | G | S | B | 4. | 5. | 6. | 7. | 8. | Ges. |
| -- | ------------ | - | - | - | -- | -- | -- | -- | -- | ---- |
| 1  | Schweden     | 1 | 1 | 0 | 0  | 0  | 0  | 0  | 0  | 2    |
|    | Belarus      | 1 | 1 | 0 | 0  | 0  | 0  | 0  | 0  | 2    |
| 3  | Italien      | 1 | 0 | 0 | 0  | 0  | 0  | 0  | 0  | 1    |
|    | Ukraine      | 1 | 0 | 0 | 0  | 0  | 0  | 0  | 0  | 1    |
| 5  | Kroatien     | 0 | 1 | 1 | 0  | 0  | 0  | 0  | 0  | 2    |
| 6  | England      | 0 | 1 | 0 | 0  | 0  | 0  | 0  | 0  | 1    |
| 7  | Finnland     | 0 | 0 | 1 | 0  | 1  | 0  | 0  | 0  | 2    |
|    | Türkei       | 0 | 0 | 1 | 1  | 0  | 0  | 0  | 0  | 2    |
| 8  | Slowenien    | 0 | 0 | 1 | 0  | 0  | 0  | 0  | 0  | 1    |
|    | Litauen      | 0 | 0 | 0 | 1  | 0  | 0  | 0  | 0  | 1    |
|    | Georgien     | 0 | 0 | 0 | 1  | 0  | 0  | 0  | 0  | 1    |
|    | Ungarn       | 0 | 0 | 0 | 1  | 0  | 0  | 0  | 0  | 1    |
| 11 | Bulgarien    | 0 | 0 | 0 | 0  | 1  | 1  | 0  | 0  | 2    |
| 12 | Finnland     | 0 | 0 | 0 | 0  | 1  | 0  | 0  | 0  | 1    |
|    | Griechenland | 0 | 0 | 0 | 0  | 1  | 0  | 0  | 0  | 1    |

### Challenge II
| Turnier        | Gold       | Silber | Bronze   | 4.       | 5. | 6. | 7. | 8. | Austragungsort    |
| -------------- | ---------- | ------ | -------- | -------- | -- | -- | -- | -- | ----------------- |
| Challenge 2010 | Frankreich | Wales  | Finnland | Norwegen |    |    |    |    | Rouen, Frankreich |

#### Medaillenspiegel
| RF | Land       | G | S | B | 4. | 5. | 6. | 7. | 8. | Ges. |
| -- | ---------- | - | - | - | -- | -- | -- | -- | -- | ---- |
| 1  | Frankreich | 1 | 0 | 0 | 0  | 0  | 0  | 0  | 0  | 1    |
| 2  | Wales      | 0 | 1 | 0 | 0  | 0  | 0  | 0  | 0  | 1    |
| 3  | Finnland   | 0 | 0 | 1 | 0  | 0  | 0  | 0  | 0  | 1    |
| 4  | Norwegen   | 0 | 0 | 0 | 1  | 0  | 0  | 0  | 0  | 1    |

## Hallenhockey, Damen
| Turnier        | Gold     | Silber     | Bronze   | 4.       | 5.    | 6.     | 7. | 8. | Austragungsort     |
| -------------- | -------- | ---------- | -------- | -------- | ----- | ------ | -- | -- | ------------------ |
| Challenge 2010 | England  | Frankreich | Schweden | Kroatien | Wales | Türkei |    |    | Rouen, Frankreich  |
| Challenge 2008 | Dänemark | England    | Türkei   | Schweden |       |        |    |    | Sheffield, England |

### Medaillenspiegel (nach 2 Turnieren)
| RF | Land       | G | S | B | 4. | 5. | 6. | 7. | 8. | Ges. |
| -- | ---------- | - | - | - | -- | -- | -- | -- | -- | ---- |
| 1  | England    | 1 | 1 | 0 | 0  | 0  | 0  | 0  | 0  | 2    |
| 2  | Dänemark   | 1 | 0 | 0 | 0  | 0  | 0  | 0  | 0  | 1    |
| 3  | Frankreich | 0 | 1 | 0 | 0  | 0  | 0  | 0  | 0  | 1    |
| 4  | Schweden   | 0 | 0 | 1 | 1  | 0  | 0  | 0  | 0  | 2    |
| 5  | Türkei     | 0 | 0 | 1 | 0  | 0  | 1  | 0  | 0  | 2    |
| 6  | Kroatien   | 0 | 0 | 0 | 1  | 0  | 0  | 0  | 0  | 1    |
| 7  | Wales      | 0 | 0 | 0 | 0  | 1  | 0  | 0  | 0  | 1    |

## Referenzen
- EHF-Website